# Ullswater
L'Ullswater est un lac situé dans le parc national du Lake District, dans le comté de Cumbria en Angleterre.
Ullswater est un lac glaciaire rubaniforme, et est le lac le deuxième plus grand en Angleterre, à 8,9 kilomètres carrés, surpassé en taille seulement par Lac Windermere.
Le lac est populaire pour nautisme à la voile. C'est sur ce plan d'eau, notamment, que Donald Campbell battit le 23 juillet 1955 le record de vitesse terrestre avec une vitesse de 324 km/h.
Historiquement, Ullswater était divisé entre les deux comtés du Cumberland et du Westmorland ; la côté du nord était dans le Cumberland et la côté du sud était dans le Westmorland.